# Knikker (geslacht)
Knikker (Pyrenula) is een geslacht van schimmels uit de familie Pyrenulaceae. De typesoort is Pyrenula nitida. Het geslacht komt wereldwijd voor. Met name is het vertegenwoordigd in tropische gebieden.

## Soorten
Volgens Index Fungorum telt het geslacht 180 soorten (peildatum februari 2023):
| Soortnaam                          | Auteur(s)                           | Publicatiejaar |
| ---------------------------------- | ----------------------------------- | -------------- |
| Pyrenula abditicarpa               | Aptroot & M. Cáceres                | 2014           |
| Pyrenula acutispora                | Kalb & Hafellner                    | 1992           |
| Pyrenula adacta                    | Fée                                 | 1825           |
| Pyrenula aggregataspistea          | Aptroot & M. Cáceres                | 2013           |
| Pyrenula albonigra                 | Aptroot, D.S. Andrade & M. Cáceres  | 2014           |
| Pyrenula andina                    | Aptroot                             | 2008           |
| Pyrenula annulata                  | Müll. Arg.                          | 1893           |
| Pyrenula anomala                   | (Ach.) Vain.                        | 1915           |
| Pyrenula arthoniotheca             | Upreti                              | 1998           |
| Pyrenula asahinae                  | (Kashiw. & Kurok.) H. Harada        | 2004           |
| Pyrenula aspistea                  | (Afzel. ex Ach.) Ach.               | 1814           |
| Pyrenula astroidea                 | (Fée) R.C. Harris                   | 1989           |
| Pyrenula aurantiacorubra           | Aptroot & M. Cáceres                | 2014           |
| Pyrenula aurantioinspersa          | Aptroot & Sipman                    | 2013           |
| Pyrenula aurantiopileata           | Aptroot                             | 2007           |
| Pyrenula aurantiothallina          | C.O. Mendonça, Aptroot & M. Cáceres | 2016           |
| Pyrenula baileyi                   | (C. Knight) Shirley                 | 1889           |
| Pyrenula bataanensis               | (Rehm) Shoemaker & P.M. LeClair     | 1975           |
| Pyrenula bicuspidata               | Müll. Arg.                          | 1893           |
| Pyrenula biseptata                 | Aptroot & M. Cáceres                | 2018           |
| Pyrenula bispora                   | Aptroot & M. Cáceres                | 2013           |
| Pyrenula borneensis                | Aptroot                             | 2012           |
| Pyrenula breutelii                 | (Müll. Arg.) Aptroot                | 2011           |
| Pyrenula caracasana                | Müll. Arg.                          | 1885           |
| Pyrenula caraibica                 | Aptroot & Etayo                     | 2003           |
| Pyrenula celaticarpa               | Aptroot & M. Cáceres                | 2014           |
| Pyrenula cerina                    | Eschw.                              | 1824           |
| Pyrenula ceylonensis               | (Ajay Singh & Upreti) Aptroot       | 2011           |
| Pyrenula chloroplaca               | Shirley                             | 1894           |
| Pyrenula chlorospila (duinknikker) | Arnold                              | 1887           |
| Pyrenula cinnabarina               | Aptroot, E.L. Lima & M. Cáceres     | 2014           |
| Pyrenula clavatispora              | Common & Aptroot                    | 2017           |
| Pyrenula coccinea                  | C.O. Mendonça, Aptroot & M. Cáceres | 2016           |
| Pyrenula concatervans              | (Nyl.) R.C. Harris                  | 1980           |
| Pyrenula confinis                  | (Nyl.) R.C. Harris                  | 1995           |
| Pyrenula conspurcata               | Müll. Arg.                          | 1895           |
| Pyrenula convexa                   | (Nyl.) Müll. Arg.                   | 1882           |
| Pyrenula cornutispora              | Aptroot & M. Cáceres                | 2013           |
| Pyrenula corticata                 | (Müll. Arg.) R.C. Harris            | 1989           |
| Pyrenula coryli                    | A. Massal.                          | 1852           |
| Pyrenula crassiuscula              | (Malme) Aptroot                     | 2002           |
| Pyrenula cruenta                   | (Mont.) Vain.                       | 1890           |
| Pyrenula cruentata                 | (Müll. Arg.) R.C. Harris            | 1987           |
| Pyrenula cryptothelia              | (Müll. Arg.) Aptroot & Etayo        | 2003           |
| Pyrenula darjeelingensis           | Jagad. Ram & G.P. Sinha             | 2010           |
| Pyrenula decumbens                 | (Müll. Arg.) Upreti                 | 1998           |
| Pyrenula defossa                   | Müll. Arg.                          | 1882           |
| Pyrenula dermatodes                | (Borrer) Schaer.                    | 1850           |
| Pyrenula diamantinensis            | C.O. Mendonça, Aptroot & M. Cáceres | 2016           |
| Pyrenula duplicans                 | (Nyl.) Aptroot                      | 2008           |
| Pyrenula endocrocea                | Aptroot                             | 2012           |
| Pyrenula fibrata                   | (Stirt.) Zahlbr.                    | 1922           |
| Pyrenula filiformis                | Aptroot                             | 2014           |
| Pyrenula finitima                  | Müll. Arg.                          | 1887           |
| Pyrenula flavoinspersa             | Aptroot & Sipman                    | 2013           |
| Pyrenula fuscoluminata             | Aptroot                             | 2002           |
| Pyrenula fusispora                 | (Malme) Aptroot                     | 2011           |
| Pyrenula fusoluminata              | Aptroot                             | 2002           |
| Pyrenula galactina                 | (Shirley) Kantvilas                 | 1988           |
| Pyrenula gibberulosa               | (Vain.) Aptroot                     | 2011           |
| Pyrenula globifera                 | (Eschw.) Aptroot                    | 2008           |
| Pyrenula guyanensis                | Sipman & Aptroot                    | 2013           |
| Pyrenula hawaiiensis               | Aptroot                             | 2012           |
| Pyrenula hibernica                 | (Nyl.) Aptroot & Etayo              | 2003           |
| Pyrenula howeana                   | Aptroot                             | 2007           |
| Pyrenula immersa                   | Müll. Arg.                          | 1887           |
| Pyrenula indusiata                 | Müll. Arg.                          | 1895           |
| Pyrenula infracongruens            | Aptroot & Schumm                    | 2010           |
| Pyrenula infraleucotrypa           | Aptroot & M. Cáceres                | 2013           |
| Pyrenula inframamillana            | Aptroot & M. Cáceres                | 2013           |
| Pyrenula infrastroidea             | Aptroot & Sipman                    | 2013           |
| Pyrenula inspersicollaris          | Aptroot & M. Cáceres                | 2014           |
| Pyrenula inspersoleucotrypa        | Aptroot, L.I. Ferraro & M. Cáceres  | 2014           |
| Pyrenula laevigata                 | (Pers.) Arnold                      | 1885           |
| Pyrenula laii                      | Aptroot                             | 2003           |
| Pyrenula leptaleoides              | Aptroot & M. Cáceres                | 2013           |
| Pyrenula leucostoma                | Ach.                                | 1814           |
| Pyrenula lilacina                  | C.O. Mendonça, Aptroot & M. Cáceres | 2016           |
| Pyrenula luteopruinosa             | Etayo & Aptroot                     | 2003           |
| Pyrenula lyonii                    | (Zahlbr.) Aptroot                   | 2011           |
| Pyrenula macrospora                | (Degel.) Coppins & P. James         | 1980           |
| Pyrenula macularis                 | (Zahlbr.) R.C. Harris               | 1989           |
| Pyrenula mamillana                 | (Ach.) Trevis.                      | 1860           |
| Pyrenula maritima                  | Sipman & Aptroot                    | 2013           |
| Pyrenula mastigophora              | Aptroot                             | 2014           |
| Pyrenula mastophora                | (Nyl.) Müll. Arg.                   | 1883           |
| Pyrenula mastophorizans            | Müll. Arg.                          | 1885           |
| Pyrenula mattickiana               | Sipman & Aptroot                    | 2013           |
| Pyrenula melaleuca                 | Müll. Arg.                          | 1891           |
| Pyrenula microcarpa                | Müll. Arg.                          | 1885           |
| Pyrenula microcarpoides            | Müll. Arg.                          | 1895           |
| Pyrenula micromma                  | (Mont.) Trevis.                     | 1853           |
| Pyrenula microtheca                | R.C. Harris                         | 1989           |
| Pyrenula minae                     | Aptroot & Lücking                   | 2008           |
| Pyrenula minoides                  | Aptroot & Sipman                    | 2013           |
| Pyrenula minutispora               | Aptroot & M. Cáceres                | 2015           |
| Pyrenula minutissima               | Aptroot, Valadb. & Sipman           | 2012           |
| Pyrenula monospora                 | Aptroot & Sipman                    | 2013           |
| Pyrenula montocensis               | Lücking                             | 2008           |
| Pyrenula multicolorata             | Weerakoon & Aptroot                 | 2016           |
| Pyrenula muriciliata               | Diederich & Ertz                    | 2020           |
| Pyrenula musaespora                | Aptroot & M. Cáceres                | 2014           |
| Pyrenula neojaponica               | H. Harada                           | 2004           |
| Pyrenula neolaevigata              | H. Harada                           | 2004           |
| Pyrenula neosandwicensis           | Aptroot                             | 2011           |
| Pyrenula nigrocincta               | Müll. Arg.                          | 1891           |
| Pyrenula nitida (beukenknikker)    | (Weigel) Ach.                       | 1814           |
| Pyrenula nitidans                  | Müll. Arg.                          | 1891           |
| Pyrenula nitidella                 | (Flörke) Müll. Arg.                 | 1885           |
| Pyrenula nitidula                  | (Bres.) R.C. Harris                 | 1997           |
| Pyrenula occidentalis              | (R.C. Harris) R.C. Harris           | 1987           |
| Pyrenula occulta                   | (C. Knight) Müll. Arg.              | 1894           |
| Pyrenula ocellulata                | Wijey., Lücking & Lumbsch           | 2012           |
| Pyrenula ochraceoflava             | (Nyl.) R.C. Harris                  | 1989           |
| Pyrenula ochraceoflavens           | (Nyl.) R.C. Harris                  | 1989           |
| Pyrenula oxysporiza                | Zahlbr.                             | 1922           |
| Pyrenula papillifera               | (Nyl.) Aptroot                      | 2011           |
| Pyrenula paraminarum               | Aptroot & M. Cáceres                | 2013           |
| Pyrenula parvinuclea               | (Meyen & Flot.) Aptroot             | 1997           |
| Pyrenula perfecta                  | Aptroot & Sipman                    | 2013           |
| Pyrenula pinguis                   | Fée                                 | 1825           |
| Pyrenula platystoma                | (Müll. Arg.) Aptroot                | 2011           |
| Pyrenula plicata                   | Sipman & Aptroot                    | 2013           |
| Pyrenula porinoides                | Ach.                                | 1814           |
| Pyrenula prostrata                 | (Stirt.) D.J. Galloway              | 2004           |
| Pyrenula punctoleucotrypa          | Aptroot, L.I. Ferraro & M. Cáceres  | 2014           |
| Pyrenula pyrenastroides            | (C. Knight) D.J. Galloway           | 2004           |
| Pyrenula pyrenuloides              | (Mont.) R.C. Harris                 | 1989           |
| Pyrenula quartzitica               | Aptroot                             | 2002           |
| Pyrenula quassiicola               | Fée                                 | 1837           |
| Pyrenula ravenelii                 | (Tuck.) R.C. Harris                 | 1989           |
| Pyrenula reebiae                   | Aptroot & Gueidan                   | 2015           |
| Pyrenula reginae                   | E.L. Lima, Aptroot & M. Cáceres     | 2013           |
| Pyrenula relicta                   | Etayo & Puntillo                    | 2011           |
| Pyrenula rhomboidea                | Aptroot & M. Cáceres                | 2013           |
| Pyrenula rinodinospora             | Aptroot                             | 2012           |
| Pyrenula rubroacutispora           | Aptroot                             | 2020           |
| Pyrenula rubroanomala              | Aptroot & Lücking                   | 2008           |
| Pyrenula rubroinspersa             | Aptroot & Sipman                    | 2013           |
| Pyrenula rubrojavanica             | Aptroot                             | 2012           |
| Pyrenula rubrolateralis            | Aptroot & M. Cáceres                | 2014           |
| Pyrenula rubromamillana            | E.L. Lima, Aptroot & M. Cáceres     | 2013           |
| Pyrenula rubronitidula             | Aptroot & M. Cáceres                | 2013           |
| Pyrenula rubrostigma               | Aptroot & M. Cáceres                | 2013           |
| Pyrenula rubrostoma                | R.C. Harris                         | 1980           |
| Pyrenula salmonea                  | Aptroot                             | 2021           |
| Pyrenula sanguinea                 | Aptroot, M. Cáceres & Lücking       | 2013           |
| Pyrenula sanguineoastroidea        | Aptroot                             | 2021           |
| Pyrenula sanguineomeandrata        | Aptroot & Mercado Diaz              | 2018           |
| Pyrenula sanguineostiolata         | Aptroot & Mercado Diaz              | 2018           |
| Pyrenula santensis                 | (Nyl.) Müll. Arg.                   | 1882           |
| Pyrenula schiffneri                | (Zahlbr.) Aptroot                   | 2011           |
| Pyrenula segregata                 | (Nyl.) Müll. Arg.                   | 1887           |
| Pyrenula seminuda                  | (Müll. Arg.) Sipman & Aptroot       | 2013           |
| Pyrenula sexlocularis              | (Nyl.) Müll. Arg.                   | 1877           |
| Pyrenula sexluminata               | Aptroot                             | 2011           |
| Pyrenula shirleyana                | (Müll. Arg.) Aptroot                | 2007           |
| Pyrenula sipmanii                  | Aptroot & K.H. Moon                 | 2009           |
| Pyrenula spissitunicata            | Aptroot                             | 2014           |
| Pyrenula subcongruens              | Müll. Arg.                          | 1895           |
| Pyrenula subcylindrica             | Jagad. Ram & Upreti                 | 2005           |
| Pyrenula subsoluta                 | (Müll. Arg.) Aptroot                | 2008           |
| Pyrenula subumbilicata             | (C. Knight) Aptroot                 | 2007           |
| Pyrenula subvariabilis             | Aptroot & Sipman                    | 2018           |
| Pyrenula subvariolosa              | (C. Knight) Aptroot                 | 2007           |
| Pyrenula supracongruens            | Aptroot & Schumm                    | 2010           |
| Pyrenula supralaetior              | C.O. Mendonça, Aptroot & M. Cáceres | 2016           |
| Pyrenula tetraspora                | Aptroot & Sipman                    | 2013           |
| Pyrenula thailandica               | Aptroot                             | 2012           |
| Pyrenula tokyoensis                | (Müll. Arg.) H. Harada              | 2004           |
| Pyrenula triangularis              | Aptroot & Sipman                    | 2013           |
| Pyrenula velatior                  | Müll. Arg.                          | 1885           |
| Pyrenula vermicularis              | (Kashiw. & Kurok.) H. Harada        | 2004           |
| Pyrenula violaceastroidea          | C.O. Mendonça, Aptroot & M. Cáceres | 2016           |
| Pyrenula viridipyrgilla            | Aptroot & M. Cáceres                | 2013           |
| Pyrenula warmingii                 | (Kremp.) Müll. Arg.                 | 1884           |
| Pyrenula welwitschii               | (Upreti & Ajay Singh) Aptroot       | 2011           |
| Pyrenula xanthinspersa             | Aptroot & M. Cáceres                | 2018           |
| Pyrenula xanthoglobulifera         | Aptroot, Lücking & M. Cáceres       | 2013           |
| Pyrenula xanthominuta              | Aptroot                             | 2007           |